# أتوم (إله)

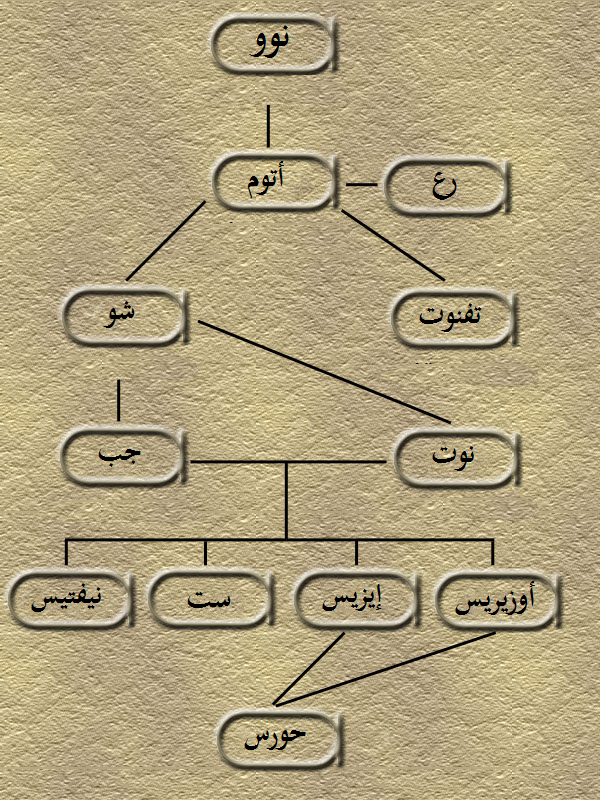
علاقة آلهة مصر القديمة بعضهم البعض.

أتوم (بالإنجليزية: Atum) هو معبود لقدماء المصريين، وأحد أهم المعبودات في الميثولوجيا المصرية، اسمه يعني «التام» أو «الكامل»، ارتبط اسمه مع عدد من كبار المعبودات المصرية، مثل رع، وبتاح، وفي النهاية مع أوزوريس.

## الوصف الشكلي
عادة ما يوصف على شكل رجل يرتدي الزي الملكي وأحيانا يرتدي التاج الأبيض والأحمر تاجي مصر العليا والسفلى، وفي بعض الأحيان يرسم على شكل أفعى، يمسك بيده اليمنى الصولجان الطويل وبيده اليسرى رمز الحياة (عنخ). وفي بعض الأحيان يرسم على أحد الأشكال التالية (نمس، الأسد، الثور، سحلية، القرد).

## دوره في الميثولوجيا المصرية
في أحد الأساطير المصرية القديمة عن نشأة الكون، يعتقدون أن أتوم خلق نفسه بنفسه على قمة التل الأزلي، ومن ثم فهو خالق العالم، ثم قام بخلق «شو الهواء وتفنوت الرطوبة» عن طريق البصق أو المني، ويوصف بأنه ذكر وأنثى (ويعتقد أن هذا أحد أسباب وصفة بالكمال).
ويقع على رأس قائمة تاسوع هليوبوليس، وهم المعبودات التسعة الأوائل ومنهم أمون وموت وهاتور وأيزيس وأوزوريس. اندمج مع رع وعرف باسم «أتوم رع». كما نرى في اللوحة إلى اليسار التي تعطي العلاقات بين المعبودات الأوائل، نجد أن «أتوم» هو أب شو، وتفنوت. وتزوج شو تفنوت وأنجبا أربعة من المعبودات أخرى وهم إيزيس وأوزوريس وست ونيفتيس.

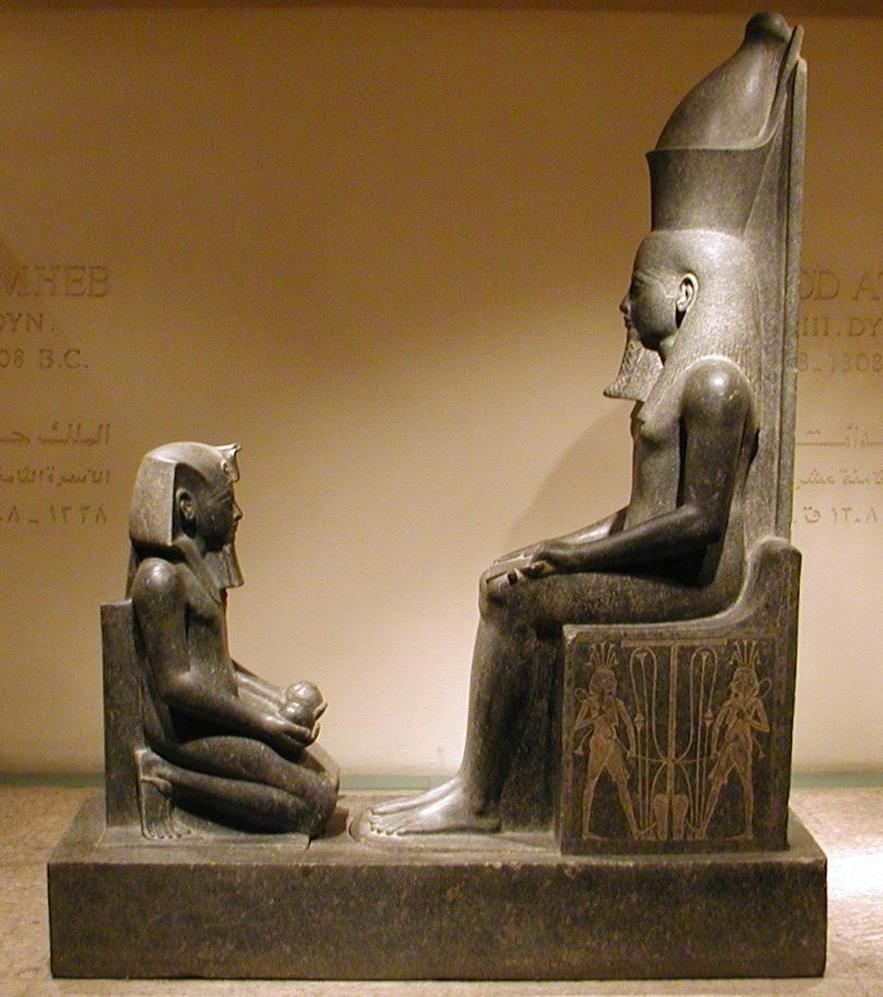
حورمحب يركع أمام أتوم ويقدم له القرابين.

وطبقا لأسطورة إيزيس وأوزوريس فقد أنجبا حورس، وكان فرعون مصر يمثل حورس أي المعبود الحاكم على الأرض. كان حورس يمثل بالصقر الذهبي.

## صور

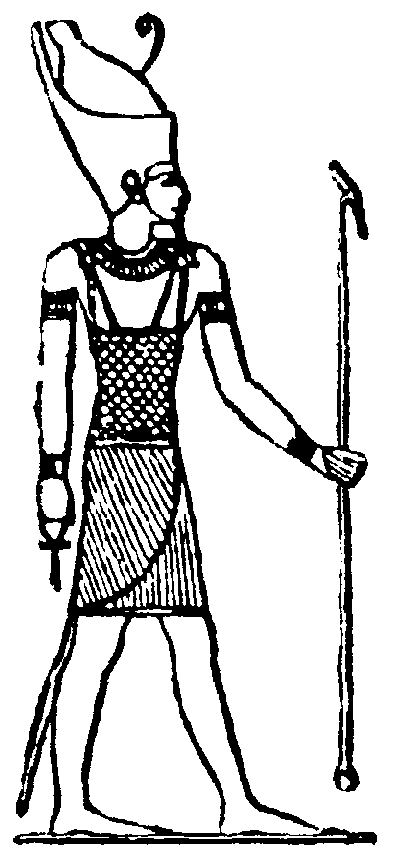
أتوم بالزي الكامل
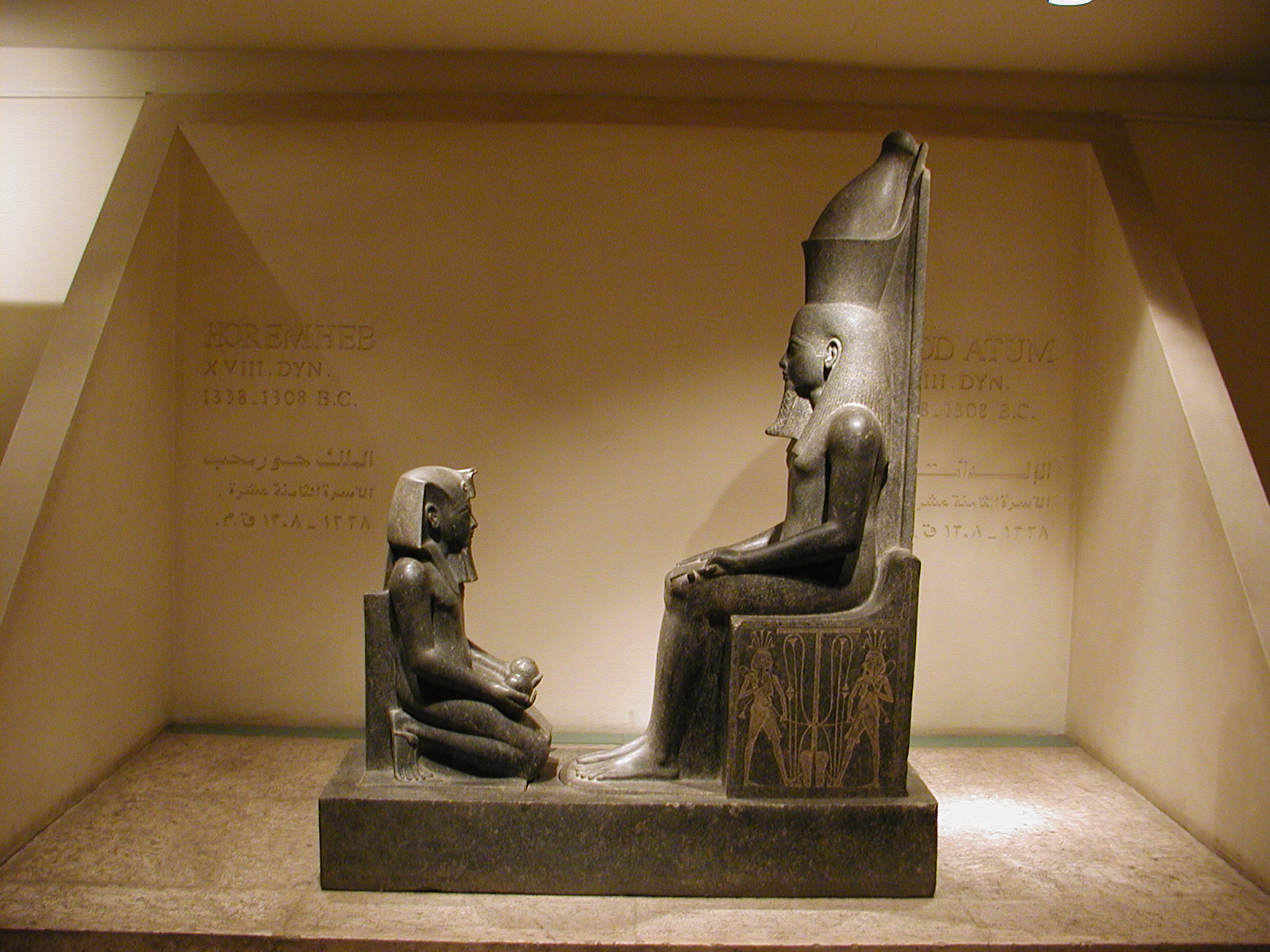
حورمحب يتعبد لأتوم، متحف الأقصر
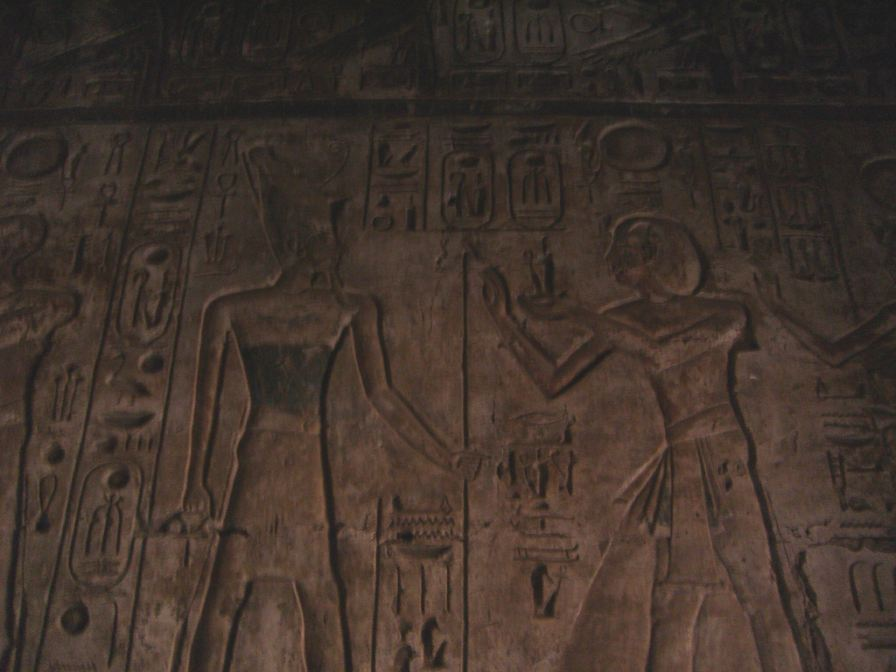
الملك رمسيس الرابع يتعبد لأتوم، معبد الكرنك، الأسرة العشرون
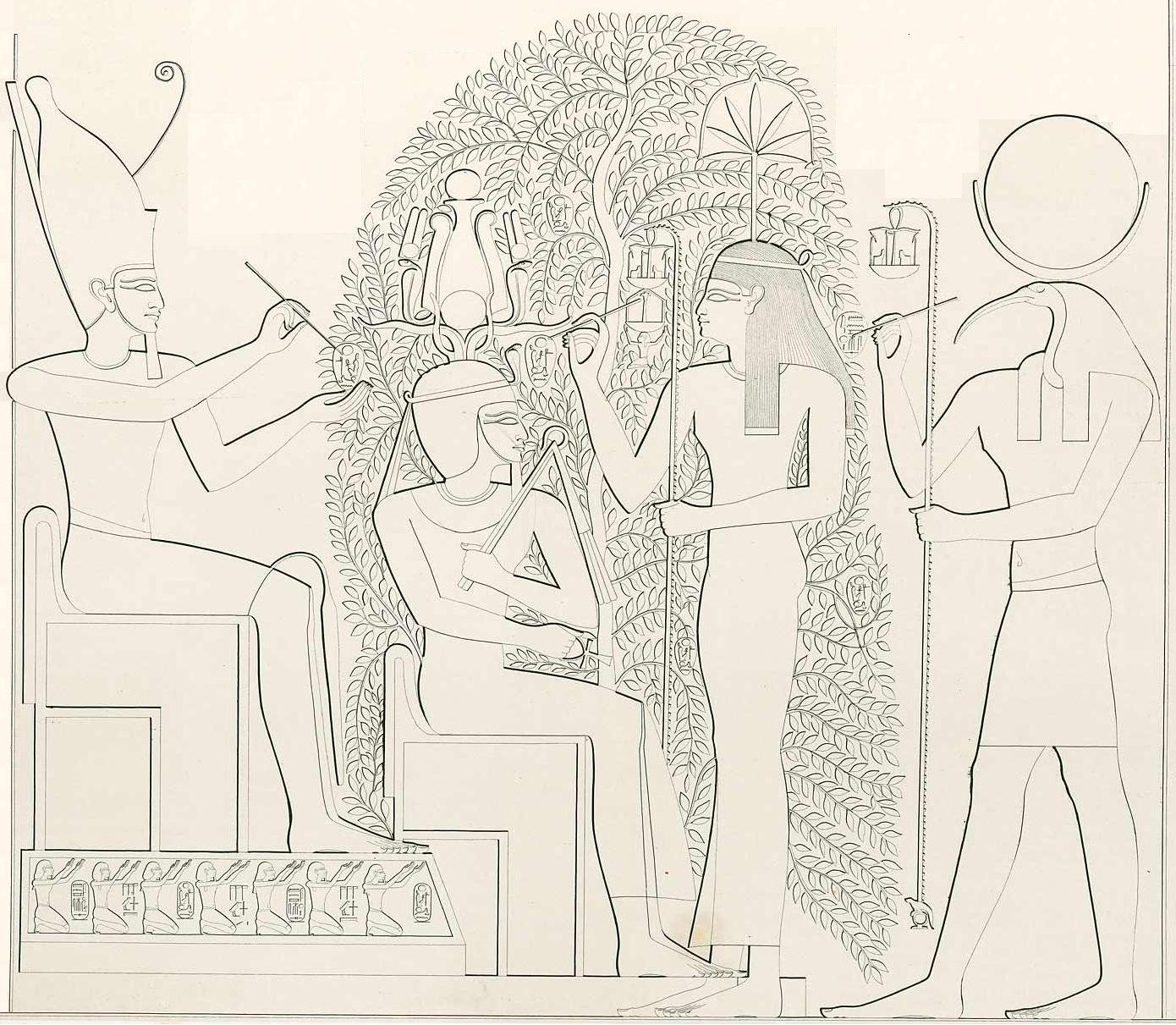
أتوم وتحوت يقومون برعاية رمسيس الثاني

## أقرأ أيضا
- تفنوت
- جب
- أسطورة إيزيس وأوزوريس